# Sanford B. Dole
Sanford Ballard Dole (23. april 1844 – 9. juni 1926) var en hawaiiansk politiker og jurist i en periode, hvor Hawaii var henholdsvis kongedømme, protektorat, republik og territorium.

## Baggrund og første år
Dole blev født i Honolulu i en familie af hvide, protestantiske missionærer, der stammede fra New England i USA. Hans fætter var ananas-magnaten James Dole, der i begyndelsen af det 20. århundrede fulgte slægten til Hawaii og opbyggede sin forretning her. James var svigerfar til Tambi Larsen. Sanford B. Dole indgik i det velhavende, elitære immigrantsamfund på Hawaii-øerne, som indtog en dominerende plads i det lokale politiske liv. Som succesrig advokat og ven med kong David Kalākaua og dronning Lili'uokalani var det Doles erklærede mål at vestliggøre kulturen og samfundet på Hawaii.

## Bayonet-forfatningen
Dole deltog i en revolution i 1887, hvor lokale immigrerede forretningsmænd og sukkerplantageejere gennemtvang vedtagelsen af Bayonet-forfatningen, skrevet af indenrigsminister Lorrin A. Thurston. Den fratog stemmeret for alle asiater over en kam samt for en stor del af de indfødte hawaiianere ved hjælp af krav om indkomst og formue og gav derved langt mere magt til europæiske statsborgere i kongedømmet. Den indskrænkede endvidere monarkens magt til fordel for langt mere indflydelse til gehejmerådet, det kongelige kabinet. Senere udpegede Kalākaua Dole som én af de tre højesteretsdommere for kongedømmet.

## Kongedømmets fald
Blount-rapporten fra 17. juli 1893 hævdede, at det lokale sikkerhedsråd konspirerede med USA's ambassadør John L. Stevens om en landgang af det amerikanske marinekorps for med magt at fjerne dronning Lili'uokalani fra magten og udråbe en provisorisk regering for Hawaii bestående af medlemmer af sikkerhedsrådet. Morgan-rapporten fra 26. februar 1894, bestilt af præsident Grover Cleveland, fortsatte undersøgelsen og konkluderede, at oprøret var lokalt baseret og skyldtes korruption i monarkiet gennem en lang periode. De amerikanske tropper skulle udelukkende beskytte amerikanske ejendomme og indbyggere og havde ikke nogen indflydelse på det hawaiianske kongedømmes fald.
Hvor så end skylden kan placeres, så faldt kongedømmet i januar 1893, og den provisoriske regering blev anerkendt af alle nationer med diplomatiske forbindelser til Kongedømmet Hawaii som det legitime styre i landet inden for blot 48 timer efter kuppet. Efter et forfejlet forsøg på med våben at generobre magten nogle år senere abdicerede dronningen officielt i 1896.
Med valget af Grover Cleveland som præsident i USA blev den provisoriske regerings håb om en amerikansk annektering sat i stå for en tid. Faktisk søgte Cleveland direkte at hjælpe med at genindføre monarkiet efter undersøgelsen, der mundede ud i Blount-rapporten. Den 16. november 1893 forelagde Albert Willis for dronningen Clevelands forslag om, at hun gave amnesti til de revolutionære, hvis hun blev genindsat, men dronningen afslog forslaget, idet hun forlangte strenge straffe til de involverede. Den 18. december 1893 skiftede hun imidlertid mening, hvad angår straf til Dole og Thurston, men på det tidspunkt havde Cleveland allerede overdraget sagen til Kongressen, der bestilte Morgan-rapporten. Den 23. december samme år fremlagde Willis for den provisoriske regering Clevelands krav om at genindsætte dronningen på tronen, idet han ikke var klar over, at Cleveland havde overdraget sagen til Kongressen. Den provisoriske regering afslog kravet om genindsættelse af dronningen, og det følgende år afholdt den provisoriske regering et forfatningskonvent, der resulterede i udråbelsen af Republikken Hawaii den 4. juli 1894.

## Præsident for en republik
Lorrin A. Thurston afslog at blive præsident, og i stedet blev Dole valgt til posten. Han kom til at virke som den første og eneste præsident for republikken i perioden 1894-1900. En af Doles første handlinger var at udpege Thurston som lobbyist i Washington D.C. for annekteringen af Hawaii i USA.
Doles regering klarede sig igennem adskillige forsøg på at genindføre monarkiet, herunder et væbnet oprør, som Robert William Wilcox deltog i. Wilcox og de øvrige sammensvorne fik nedsat deres straffe af Dole, efter at de var blevet dødsdømt. Dole var endvidere en dygtig diplomat, så alle nationer, der havde anerkendt Kongedømmet Hawaii, også anerkendte Republikken Hawaii.

## Guvernør og dommer
Præsident William McKinley udpegede Dole som den første guvernør i Territoriet Hawaii efter USA's annektering den 30. april 1900 af Hawaii. Dole sad på posten fra 14. juni 1900 til 23. november 1903, hvor han gik af for at modtage udnævnelsen til dommer i USA's Distriktsret. Han virkede her til 1915, hvor han trak sig tilbage. Han døde efter en række hjerteanfald i 1926 og er begravet på Kawaiaha'o kirkegården. Dole Middle School, som er beliggende i Kalihi-dalen på øen Oahu, er opkaldt efter ham i 1956.